# Cimetière militaire belge de Keyem
Le cimetière militaire belge de Keyem est un cimetière militaire de la Première Guerre mondiale situé dans le village Keyem (en néerlandais : Keiem) dans l'entité de Dixmude. Il se trouve au nord du village le long de la N639.

## Caractéristiques
Dans ce cimetière reposent 628 victimes dont plus de la moitié ne furent jamais identifiées. Le cimetière à une forme de diamant d'environ 75 mètres sur 75 m et possède quatre grandes allées partant du centre. L'entrée se fait du coin sud-ouest.

## Historique
Pendant la guerre, Keyem se trouvait sur le front de l'Yser. Le 18 octobre 1914, les Allemands capturèrent lors d'une attaques plusieurs avant-postes belges dont Keyem. Les Belges contre-attaquèrent et récupérèrent momentanément Keyem. Le 19 octobre, les Allemands réoccupaient en effet Keyem. Les Belges durent battre en retraite derrière l'Yser et firent sauter le pont de Tervaete (Tervatebrug). Ces combats firent plus d'une centaine de victimes appartenant aux 8e et 13e régiments de ligne.
Le cimetière fut construit après la guerre. Le ministère belge de la Défense a acquis le site en février 1924 et y a fait enterrer les soldats belges décédés dans les environs. Le cimetière fut consacré le 12 juillet 1925. Il y a également une tombe de la Seconde Guerre mondiale.

## Photos

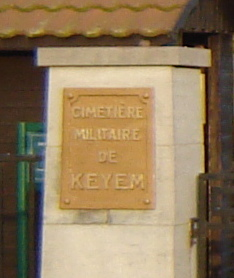
Plaque en français à l'entrée du cimetière.
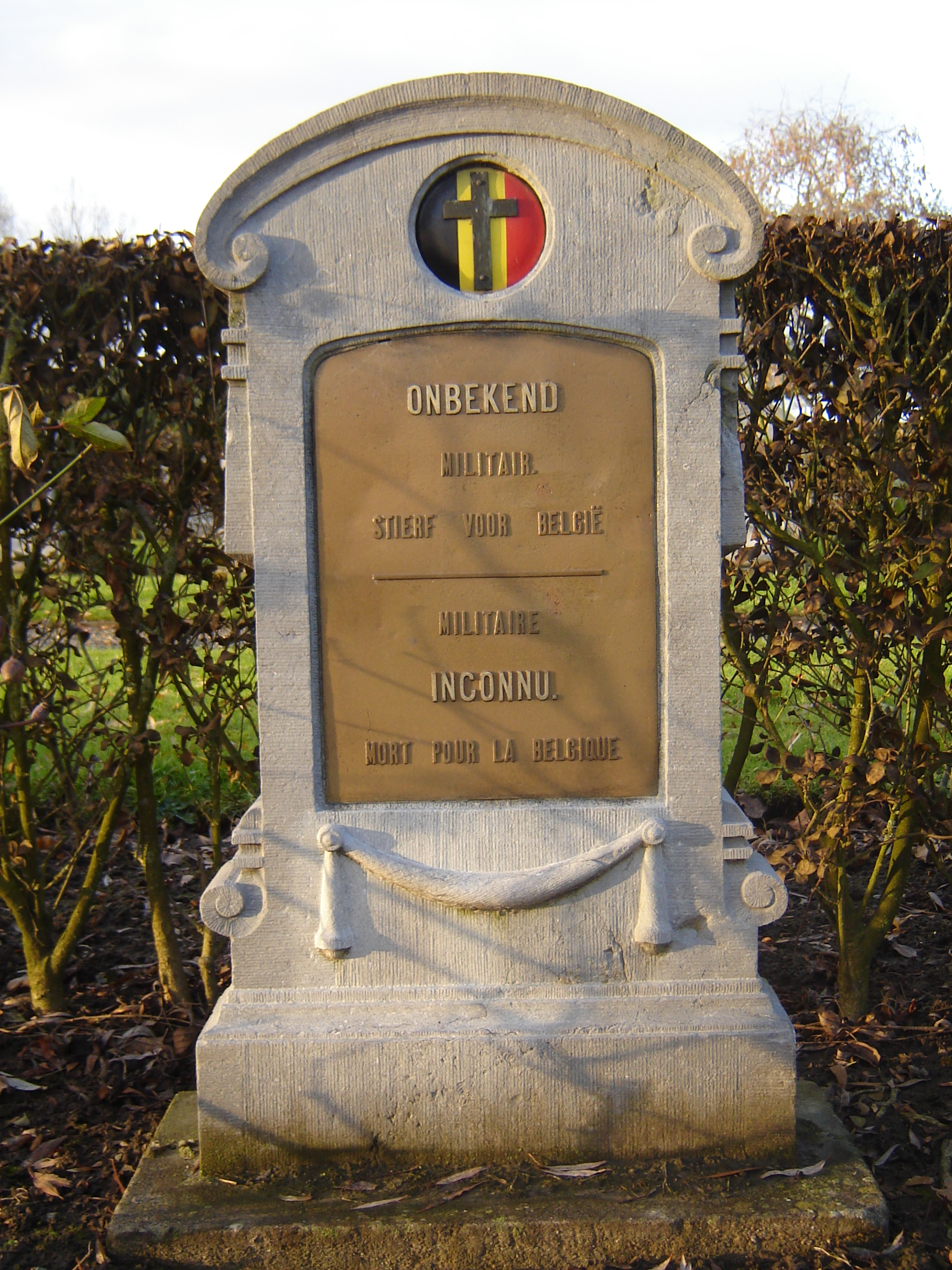
Soldat inconnu
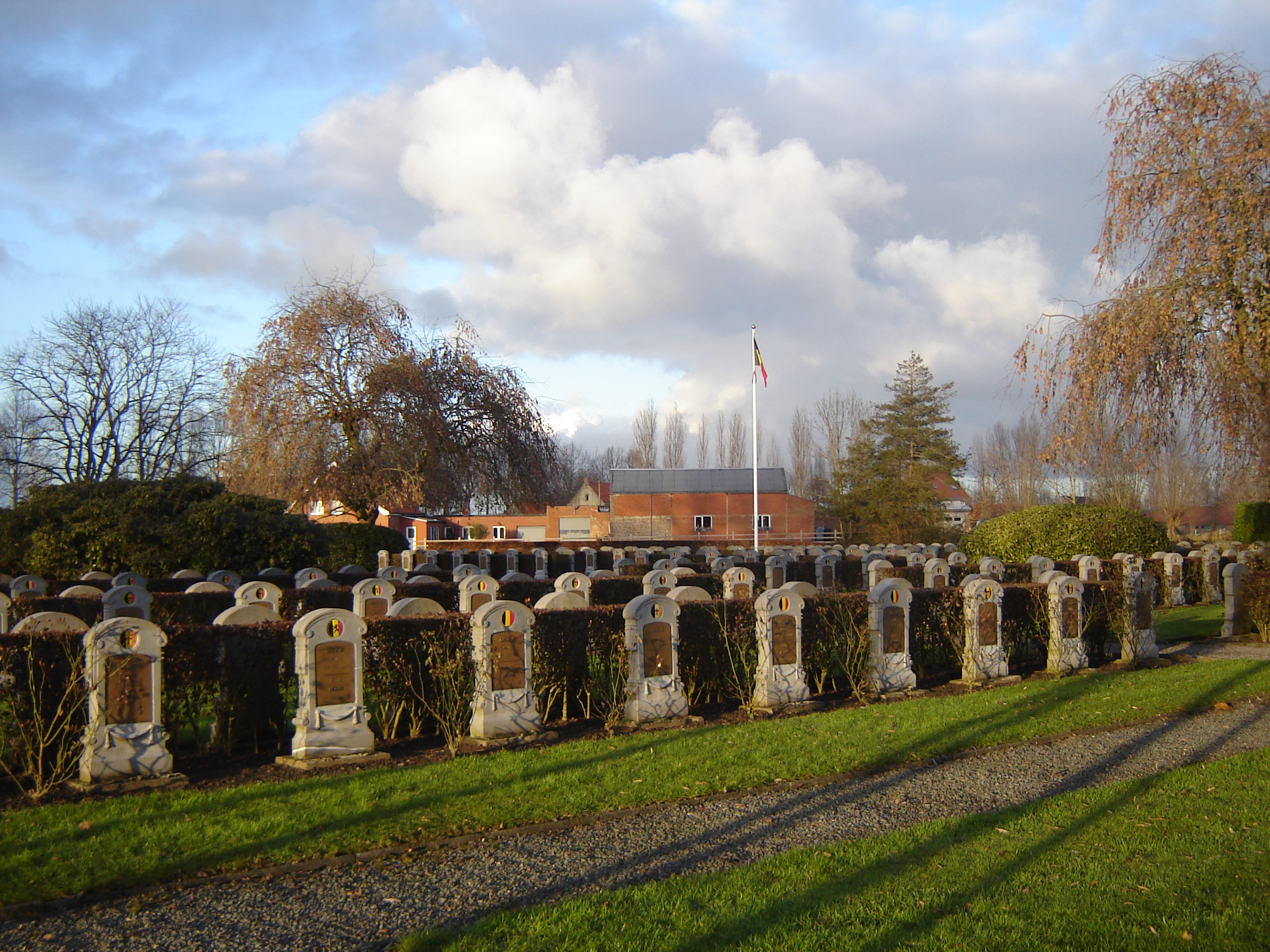
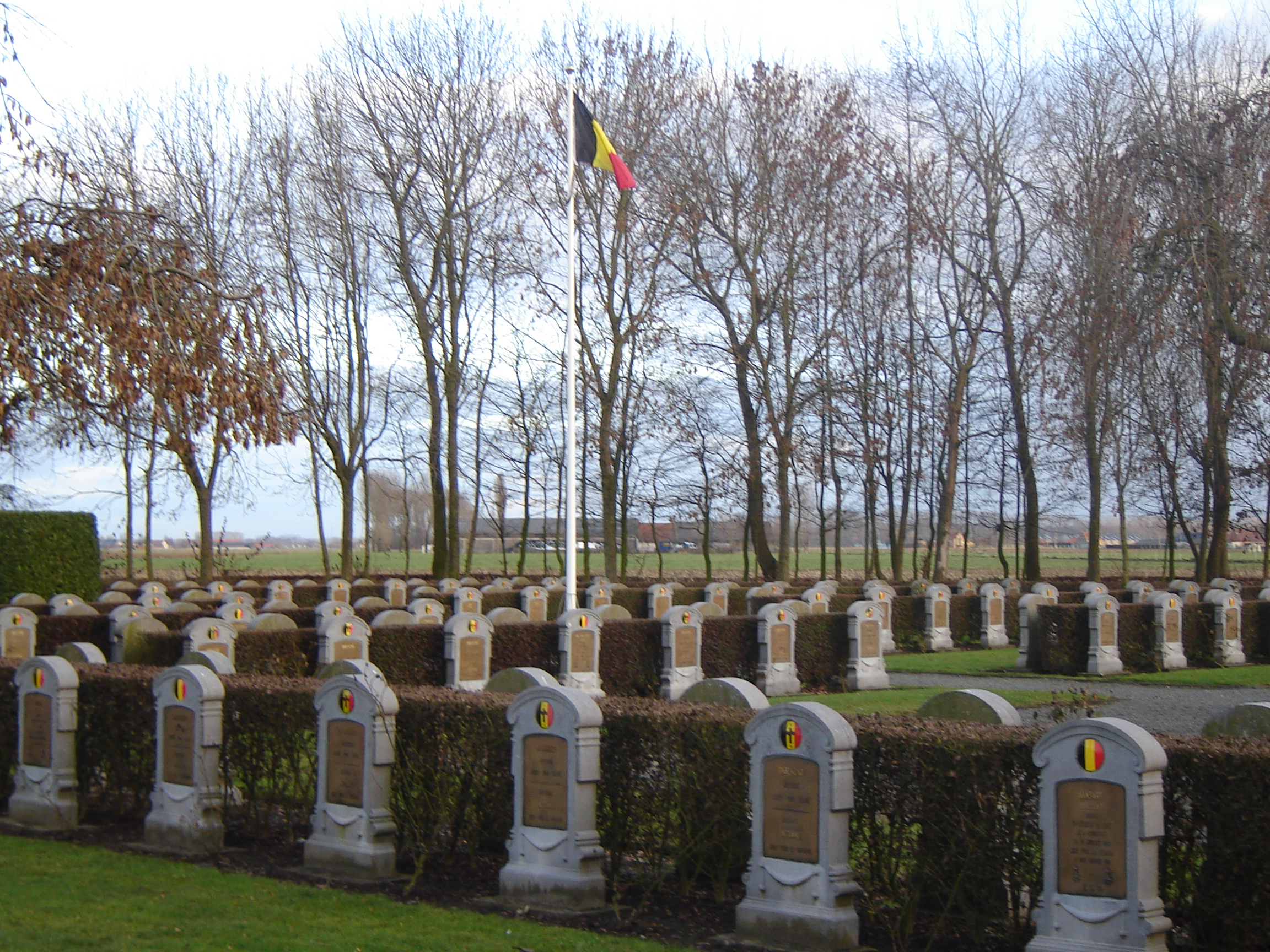

## Sources
- (nl) Cet article est partiellement ou en totalité issu de l’article de Wikipédia en néerlandais intitulé « Belgische militaire begraafplaats van Steenkerke » (voir la liste des auteurs).
- (nl) Le cimetière militaire belge de Keiem sur wo1.be
- (nl) Keiem, Cimetière militaire belge sur ABL 1914